# Mary Anna Randolph Custis Lee

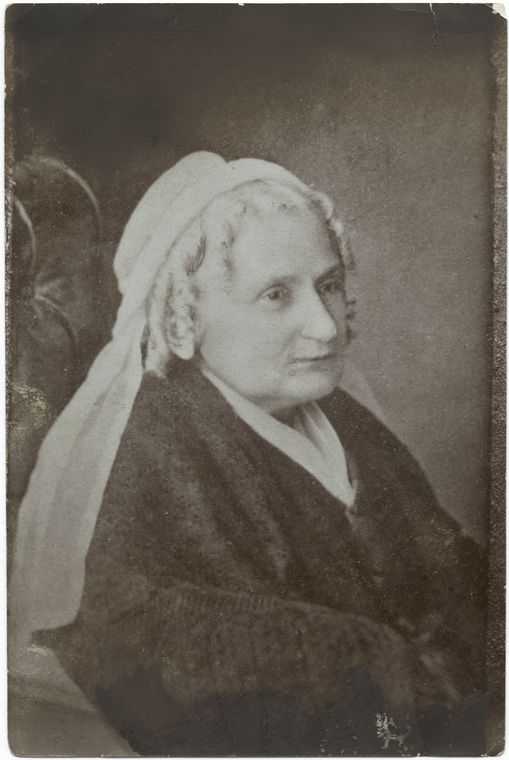
Mary Custis Lee

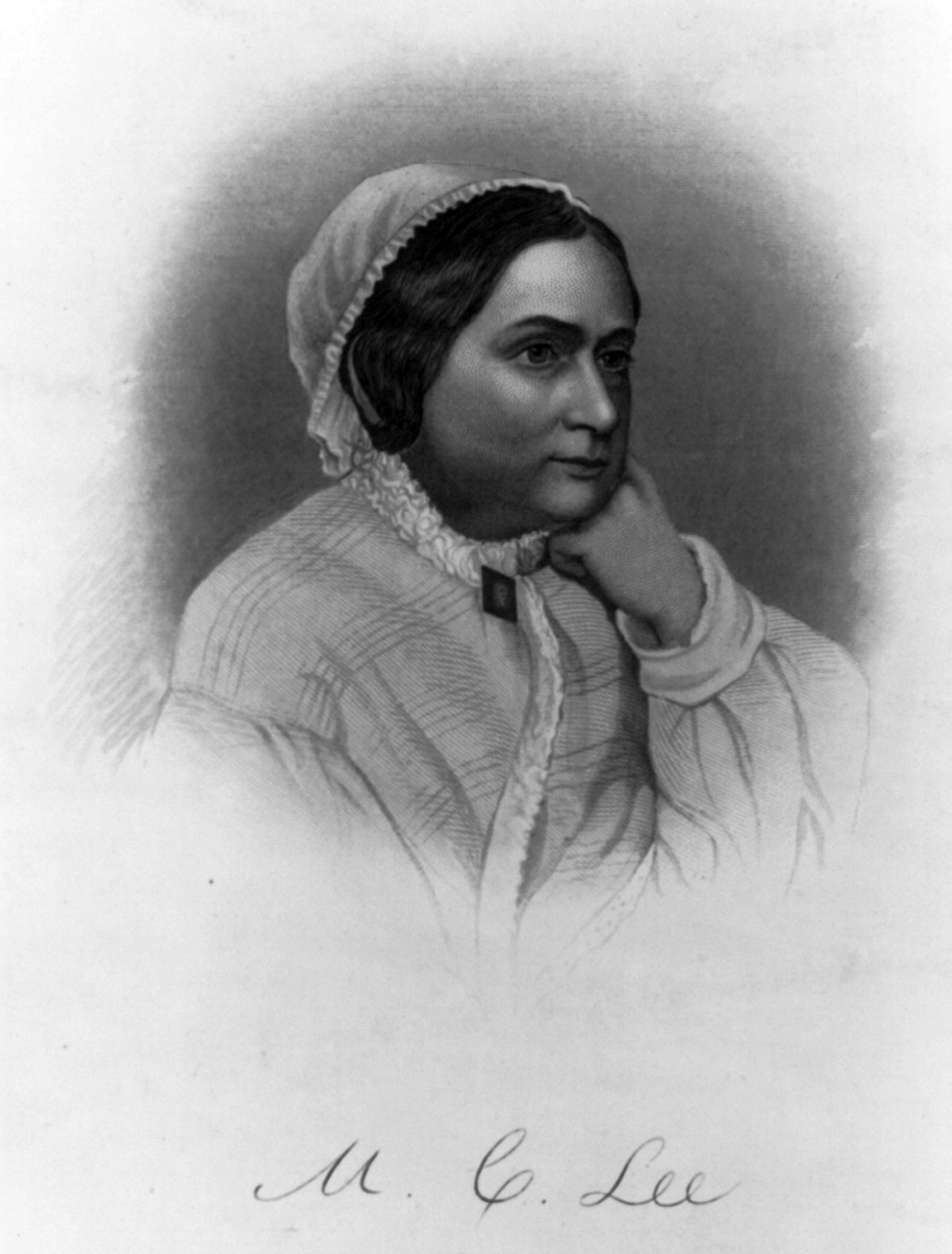
Mary Custis Lee, 1854

Mary Anna Randolph Custis Lee (* 1. Oktober 1808; † 5. November 1873) war die Ehefrau von Robert E. Lee, dem Oberbefehlshaber der Nord-Virginia-Armee und des konföderierten Heeres sowie späteren Präsidenten des Washington College in Lexington.

## Leben

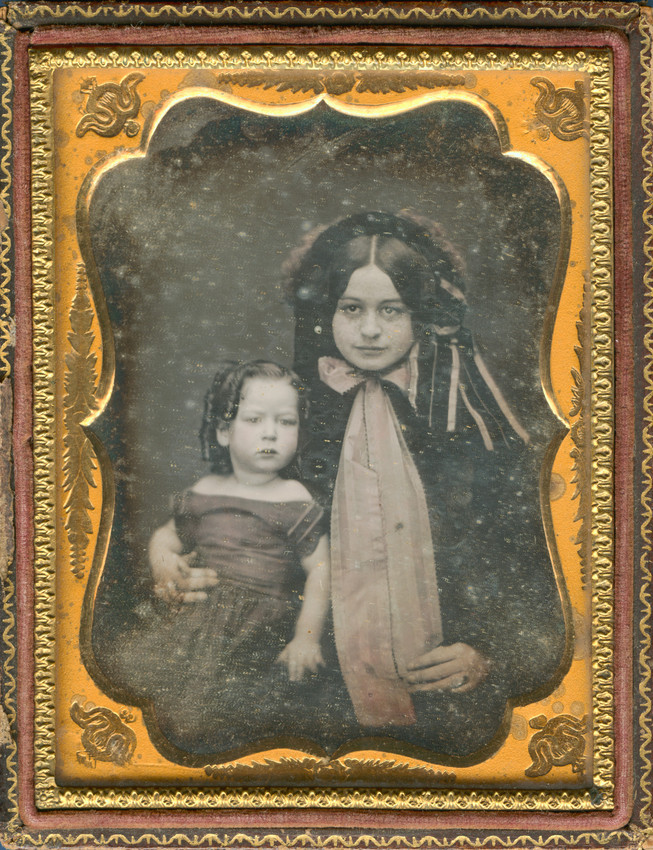
Mary Custis Lee mit ihrem Sohn Robert E. Lee Jr., 1845

Mary war das einzige überlebende Kind von George Washington Parke Custis, dem Stiefenkel von George Washington, und Mary Lee Fitzhugh Custis, Tochter von William Fitzhugh. Ihre Patin war Mary Randolph, Autorin eines frühen Buches über Haushaltsführung und eines Kochbuchs. Marys Geburtsjahr wird im Allgemeinen mit 1808 angegeben, in der Familienbibel der Familie Custis und in Aufzeichnungen und Briefen ihrer Mutter wird aber von Frühjahr 1807 gesprochen. Mary erhielt eine gute Erziehung; sie lernte sowohl Latein, als auch Griechisch. Sie genoss es, mit ihrem Vater und später mit ihrem Ehemann politische Diskussionen zu führen. Sie kannte sich in der zeitgenössischen Literatur aus und veröffentlichte nach dem Tod ihres Vaters 1859 dessen Aufzeichnungen unter dem Titel „Recollections and Private Memoirs of Washington, by his Adopted Son George Washington Parke Custis, with a Memoir of this Author by his Daughter“.
Mary wurde als zierlich und lebhaft beschrieben, unter ihren Verehrern war Sam Houston. Am 30. Juni 1831 heiratete sie im Arlington House, dem Anwesen ihrer Eltern, Robert E. Lee, den sie seit ihrer Kindheit kannte. Das Paar bekam drei Söhne und vier Töchter: George Washington Custis „Custis“, William H. Fitzhugh „Rooney“, Robert Edward Jr., Mary, Eleanor Agnes, Anne und Mildred. Mary Anna war tief religiös und, wie ihr Mann, Mitglied der Episkopalkirche.
Nach dem Tod ihres Vaters 1857 erbte sie Arlington House. Das Paar hatte es bereits vorher genutzt, soweit die militärischen Verwendungen ihres Mannes es erlaubten. Mary galt als anmutige Gastgeberin und genoss es, viele Besucher zu haben. Wie ihr Vater malte sie, darunter viele Landschaftsbilder, einige zeigen die Aussicht von Arlington. Sie liebte Rosen und züchtete elf Arten.
Mary brachte ihren weiblichen Sklaven lesen und schreiben bei und war Fürsprecherin des Abolitionismus, obwohl sie selbst ihren Sklaven auch dann nicht die Freiheit schenkte, als ein Gesetz dies erlaubte. Sie litt an rheumatischer Arthritis, die sie mit zunehmendem Alter schwächte; ab 1861 benötigte sie einen Rollstuhl.
Mit Ausbruch des Bürgerkrieges folgten ihr Mann und ihre Söhne dem Heer und der Miliz ihres Heimatstaates Virginia. Als Mary kurze Zeit später, am 15. Mai 1861, auf Drängen ihres Mannes Arlington House verlassen musste, gelang es ihr einige Wertgegenstände der Familie zu retten. Früher in diesem Monat hatte Lee an Mary folgendes geschrieben:
„War is inevitable, and there is no telling when it will burst around you . . . You have to move and make arrangements to go to some point of safety which you must select. The Mount Vernon plate and pictures ought to be secured. Keep quiet while you remain, and in your preparations . . . May God keep and preserve you and have mercy on all our people.“
Mit ihren Töchtern zog sie zunächst zwischen verschiedenen Familienplantagen umher. Im Mai 1862, als sie auf der Plantage White House ihres Sohnes Rooney im New Kent County in Virginia hinter den Unionslinien festsaß, gestattete ihr der Oberbefehlshaber der Unionstruppen, George B. McClellan, die Linien zu passieren. Sie ließ sich in Richmond nieder, ironischerweise dem Ziel von McClellans Feldzug.
Sie wohnte mit ihren Töchtern für den Rest des Krieges in der East Franklin Street 707. Nach dem Krieg lebte sie kurze Zeit im Powhatan County, bis sie ihren Ehemann nach Lexington begleitete, wo dieser Präsident des Washington College’s wurde, das später in Washington and Lee University umbenannt wurde. Vor ihrem Tod hatte Mary noch einmal die Möglichkeit Arlington House zu besuchen, aber sie war von ihren Gefühlen so überwältigt, dass es ihr unmöglich war, die Kutsche zu verlassen. Mary starb im Alter von 65 Jahren und wurde in der Gruft der Familie Lee auf dem Campus der Washington and Lee University an der Seite ihres Mannes beigesetzt.

## Vorfahren
Mary Anna war die Nachfahrin zahlreicher bekannten Familien des Südens, dazu gehörten die Parke Custises, Fitzhughs, Dandriges, Randolphs, Rolfes und Gerards. Durch ihre Großmutter väterlicherseits, Eleanor Calvert, war sie eine Nachfahrin von Lord Baltimore. Durch ihre Mutter, Mary Lee Fitzhugh Custis, war Mary Anna eine Verwandte von William Fitzhugh sowie von Prinzessin Pocahontas und der Rolfe-Familie.